# Kingsey Falls
Kingsey Falls est une ville du Québec, située dans la MRC d'Arthabaska, dans le Centre-du-Québec.

## Toponymie
Son nom reprend celui du canton où elle se trouve et Falls rappelle la présence d'une chute de la rivière Nicolet Sud-Ouest.

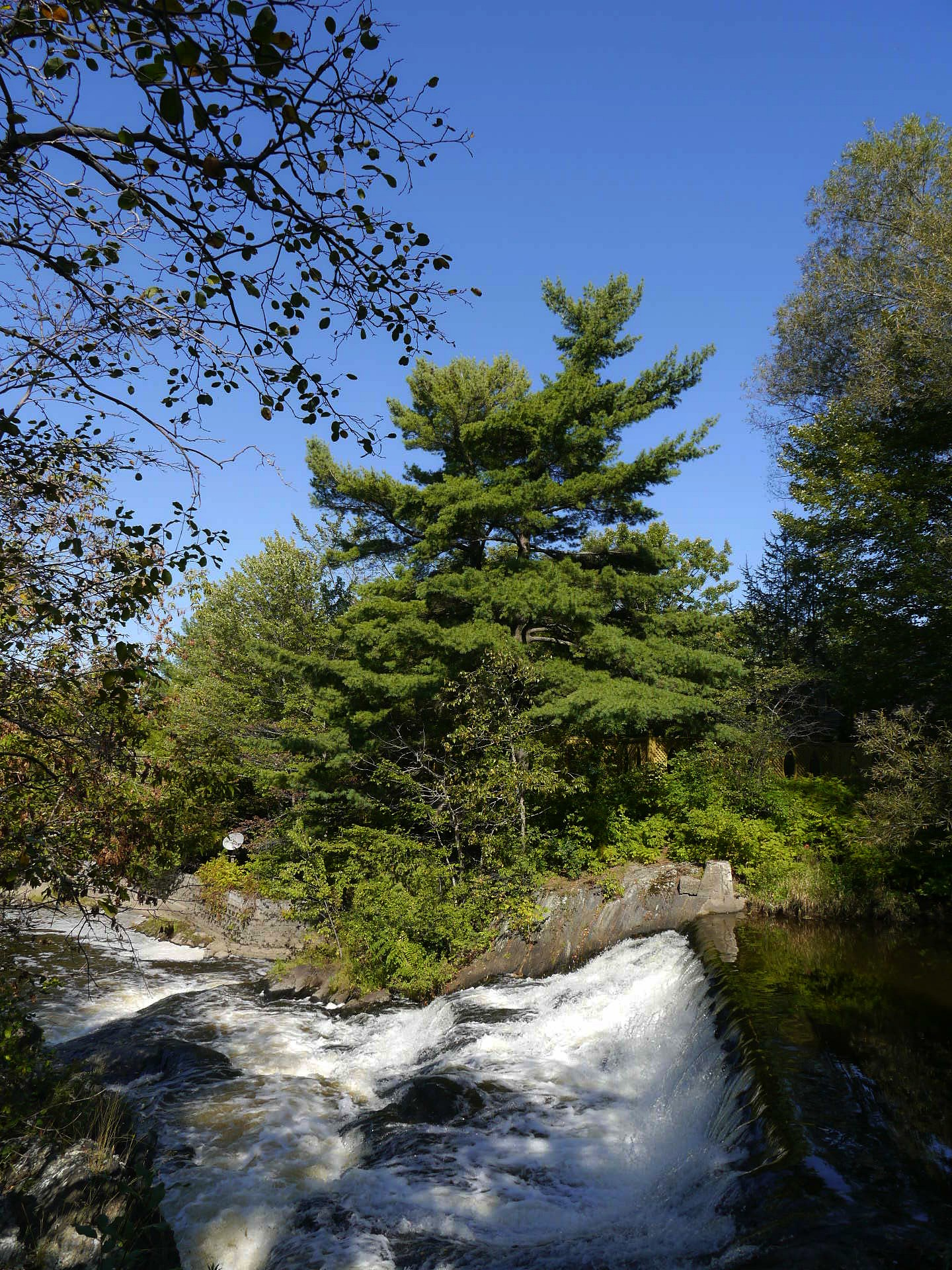
Une des cascades de la rivière Nicolet à la hauteur de Kingsey Falls.

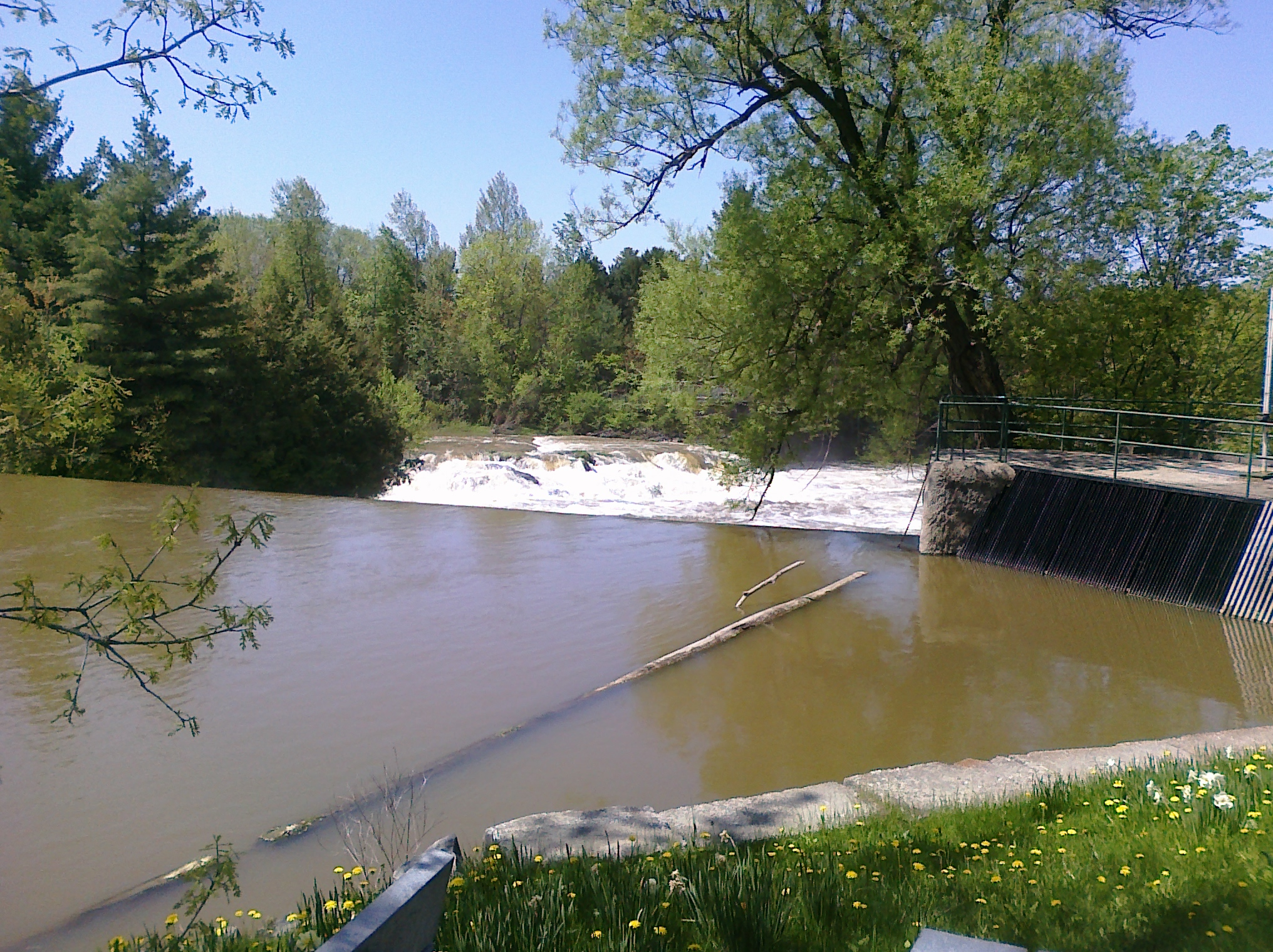
Les chutes de Kingsey Falls.

## Histoire
La municipalité est créée le 31 décembre 1997 par la fusion de la municipalité de Kingsey Falls et de la municipalité du village de Kingsey Falls. La municipalité de Kingsey Falls est devenue la ville de Kingsey Falls le 16 septembre 2000.
Kingsey Falls a déjà possédé 4 églises (l'église St-Aime, une église baptiste, une église anglicane et une église presbytérienne).

## Géographie
La rivière Nicolet Sud-Ouest traverse le centre de la municipalité du sud-est vers le nord-ouest.
La rivière des Rosiers en traverse l'est du sud-est vers le nord-est.

## Démographie
| 1897 | 1906 | 1996  | 2001  | 2006  | 2011  | 2016  | 2021  |
| ---- | ---- | ----- | ----- | ----- | ----- | ----- | ----- |
| 400  | 400  | 1 868 | 2 023 | 2 086 | 2 000 | 1 947 | 2 002 |

## Administration
Les élections municipales se font en bloc pour le maire et les six conseillers.
| Kingsey Falls Maires depuis 2002                                                                                     |                          |         |          |
| Élection | Maire                    | Qualité | Résultat |
| 2002 | Micheline Pinard-Lampron |         | Voir     |
| 2005 | Micheline Pinard-Lampron | Voir    |          |
| 2009 | Micheline Pinard-Lampron | Voir    |          |
| 2013 | Micheline Pinard-Lampron | Voir    |          |
| 2017 | Micheline Pinard-Lampron | Voir    |          |
| 2021 | Christian Côté           |         | Voir     |
| Élection partielle en italique Depuis 2005, les élections sont simultanées dans toutes les municipalités québécoises |                          |         |          |

## Éducation
Il y a seulement une école primaire à Kingsey Falls. L'école Cascatelle est nommée en l'honneur des industries Papiers Cascades.

## Attraits
- Parc Bernard Lemaire[7]

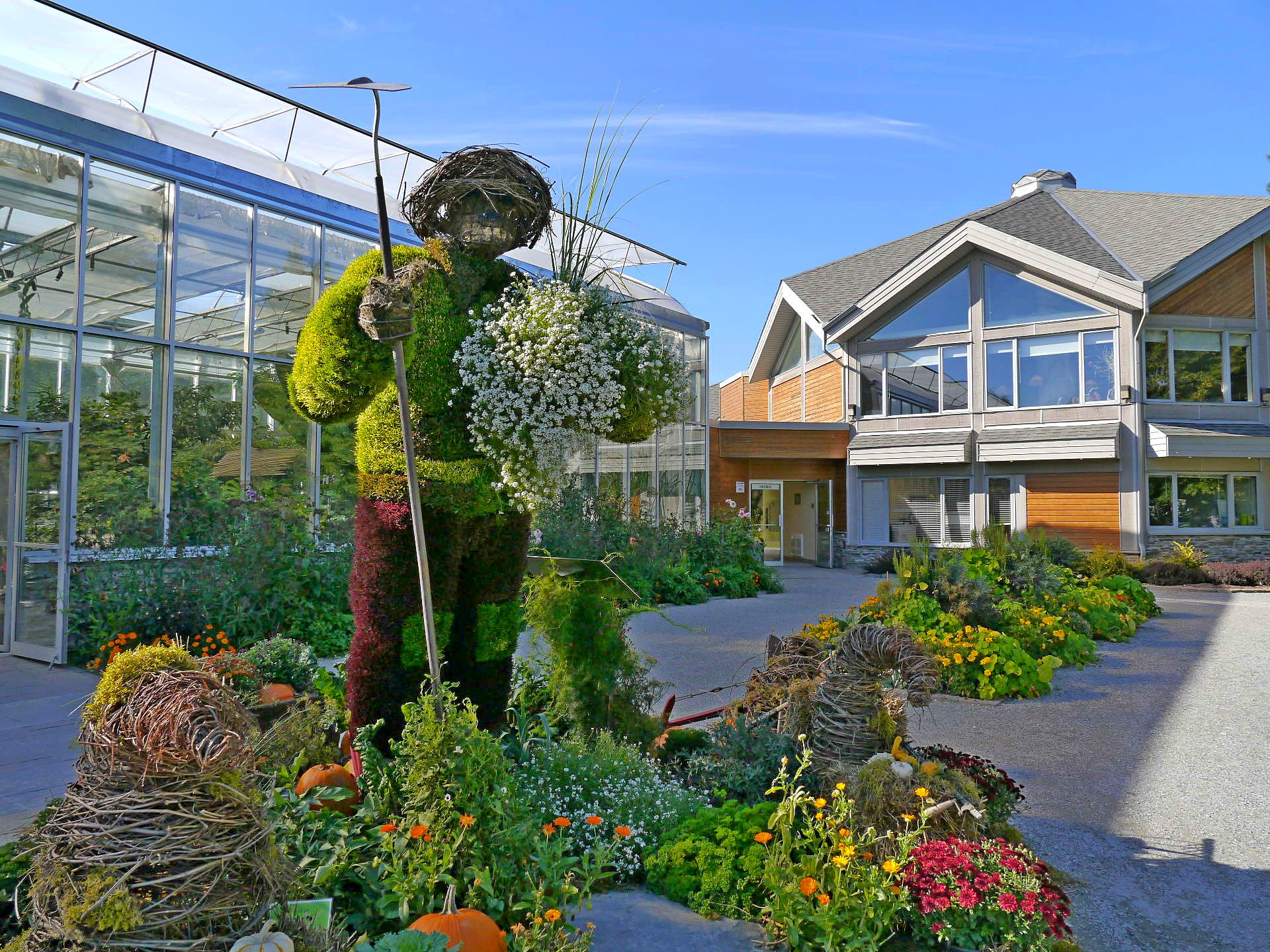
Pavillon d'accueil et serre tropicale du Parc Marie-Victorin

- Parc Marie-Victorin : Le Parc Marie-Victorin est un jardin botanique construit en l'honneur du botanique Frère Marie-Victorin, originaire de l'endroit[8].
- Chutes de Kingsey Falls
- Visite des usines Cascades
- Salle Kingsey (anciennement Théâtre des Grands Chênes)[9]
- Centre récréatif Norman-Boisvert
- Le 28 février 2025 a eu lieu la première soirée « Kingsey Falls en humour » qui vise à dynamiser la ville. Des artistes comme Joe Guérin, Yan Thériault, et Charles Deschamps étaient présents[10].
- Durant le temps des Fêtes, il y a également « le Marché de Noël gourmand » qui exposent des artisans de la région et fait vivre plusieurs activités gratuites[11].
- La miellerie King est une distillerie dans la municipalité qui sensibilise sur les insectes pollinisateurs en plus de proposer des alcools prisés faits de leur miel[12].

## Économie
Kingsey Falls est la municipalité où la multinationale Papiers Cascades a été fondée en 1964 par les frères Lemaire. La plupart de gens de la municipalité y travaillent.
Cascades, maintenant dirigé par Mario Plourde, investit énormément dans la ville de Kingsey Falls.

### Entreprises
- Boralex
- Papiers Cascades
- CTI
- Électruc
- Miellerie King
- Norampac
- Séchoirs Kingsey
- SMDK
- STK

## Services publics
- Aréna
- Bibliothèque
- Bureau de Poste
- Centre des loisirs
- École primaire
- Hotel de Ville
- Salle municipale
- Terrain de jeux et piscine municipale
- Piste cyclable

## Personnalités liées
- Conrad Kirouac qui devint le Frère Marie-Victorin. On lui doit la fondation du Jardin botanique de Montréal, en 1931, et de nombreux ouvrages de recherche, dont La Flore laurentienne qui demeure un ouvrage incontournable.